# Everything's Gone Green
Singles de New Order
Procession
(1981) Temptation
(1982)
Everything's Gone Green est la principale chanson d'un single du groupe New Order paru en décembre 1981.

## Historique
La chanson Everything's Gone Green avait déjà paru en septembre sur la face B du single Procession mais dans un mixage différent, d'une durée inférieure. Le morceau ressort en face A d'un nouveau single, sur le label Factory Benelux.
Avec ce single, après des enregistrements encore marqués par l'influence de Joy Division, New Order trouve enfin sa voie. Si notre morceau-titre est encore assez sombre et dans un esprit new wave, la production, assurée par Martin Hannett dont ce sera la dernière collaboration avec le groupe, est novatrice : séquenceur et boîtes à rythmes constituent l'ossature du morceau sur laquelle se greffent des riffs de guitare funky et des lignes de basse métalliques, et surtout, une accélération du beat par rapport aux productions précédentes du groupe.

## Liste des morceaux

### Maxi 45: Factory Benelux FBNL 8
1. Everything's Gone Green – 5:33
2. Cries and Whispers – 3:25
3. Mesh – 3:00